# Zlatari
Zlatari (makedonska: Златари) är en ort i Nordmakedonien. Den ligger i kommunen Resen, i den sydvästra delen av landet, 100 kilometer söder om huvudstaden Skopje. Zlatari ligger 1 035 meter över havet och antalet invånare är 118.